# Ana Milena Gutiérrez
Ana Milena Gutiérrez (Villavicencio, 22 de enero de 1981) es una periodista, presentadora de noticias y diseñadora de modas.
Desde temprana edad se trasladó de Villavicencio, ciudad donde nació a Cali, dónde estudió Diseño de Modas. Cómo diseñadora de modas, se enfocó en la línea deportiva y femenina.

## Trayectoria
Se inició en los medios de comunicación, en el canal regional Telepacífico, en el informativo de horario estelar, donde estuvo varios años. En 2010, ingresa al programa de variedades matutino Día a día de Caracol Televisión, para desempeñarse como corresponsal en la ciudad de Cali. En octubre de 2017, se despide del matutino e ingresa a presentar noticias en Noticias Caracol del mismo medio, desde la ciudad de Cali, en las emisiones de las 12:30 p. m. los días de semana.
A finales de 2020, se convirtió en la presentadora titular de las emisiones del mediodía, como reemplazo de Vanessa de la Torre, quién en ese momento era la presentadora de ese horario y había renunciado al noticiero.
Gutiérrez ha incursionado también en la locución de radio, en diversos programas de la estación Blu Radio, de Caracol Televisión, además, ha creado espacios dónde se resalta el emprendimiento en el país, por medio de sus redes sociales y en los medios de comunicación.